# Мілтон Каріса
Мілтон Каріса (англ. Milton Karisa, нар. 27 липня 1995, Джинджа) — угандійський футболіст, півзахисник клубу «Вайперс».
Виступав, зокрема, за клуби БУЛ та «Мулудія Уджда», а також національну збірну Уганди.

## Клубна кар'єра
Народився 27 липня 1995 року в місті Джинджа. Вихованець футбольної школи клубу «JMC».
У дорослому футболі дебютував 2013 року виступами за команду БУЛ, в якій провів три сезони. 
Протягом 2017 року захищав кольори клубу «Вайперс».
Своєю грою за останню команду привернув увагу представників тренерського штабу клубу «Мулудія Уджда», до складу якого приєднався 2018 року. Відіграв за клуб з Уджди наступний сезон своєї ігрової кар'єри. Більшість часу, проведеного у складі «Мулудія Уджда», був основним гравцем команди.
До складу клубу «Вайперс» приєднався 2020 року. 

## Виступи за збірну
У 2017 році дебютував в офіційних матчах у складі національної збірної Уганди.